# Histoire de Versailles

Blason de Versailles
Les armes de Versailles se blasonnent ainsi : d'azur aux trois fleurs de lys d'or, au chef d'argent chargé d'un coq bicéphale issant au naturel.
Les armoiries de Versailles ont été enregistrées en 1944 par la commission départementale d'héraldique, mais leur origine remonterait à 1789. Le coq à deux têtes symbolise la double obligation de la municipalité d’une part envers le château et d’autre part envers la ville.

L’histoire de Versailles est celle d'une localité relativement ancienne, dont le destin a basculé au XVIIe siècle lorsqu'elle a été choisie comme lieu de chasse puis de résidence par les monarques français.

## Les origines

### Ancien village
Versailles est à l'origine un pauvre village situé au milieu des bois et des marécages du val de Galie.
 Au nord de ce petit village, se trouvait le château de Versailles, un vieux château au-devant duquel s'étendait une forêt de chênes, qui avait servi aux sacrifices druidiques. Au-delà des chaumières éparses du Chesnay, il y avait un château flanqué de tourelles, appartenant au châtelain de Rocquencourt, situé sur un coteau boisé qui dominait la plaine et les hameaux resserrés autour de leurs églises.
À l'est, à Clagny, à l'extrémité d'un immense étang, il y avait une tour de quatre étages avec une grande ferme. Toujours vers l'est, à Glatigny se trouvait un manoir destiné à protéger le gros bourg de Montreuil et une maladrerie, construite près du grand étang à proximité de Montbauron. À Montbauron qui appartenait aux Célestins, des fourches patibulaires étaient placées à l'entrée du pont afin de tenir en respect les manants et vilains de Montreuil.
Au sud, se trouvait un château flanqué de tourelles, construit par Étienne Porcher, sommelier du roi Jean le Bon, avec des fermes, des granges et de larges fossés.
À l'ouest, un monticule, le mont de Versailles surmonté d'un moulin à vent avec sur le versant sud le village de Versailles et son église Saint-Julien. Un château, pratiquement en ruine, se trouvait entre l'église et le moulin. Plus à l'ouest, s'étendait une vaste forêt fort giboyeuse. Encore plus vers l'ouest, sur la gauche se trouvait le gros village de Choisy-aux-Bœufs et sur la droite le bourg de Trianon avec son église.
Le bourg de Versailles était situé à l'intérieur d'un quadrilatère compris entre les rues actuelles Saint-Julien, de Satory, de l'Orangerie et de l'Indépendance-Américaine.

Le château seigneurial était bâti sur le mont de Versailles situé au nord du village et l'église Saint-Julien se trouvait sur l'emplacement actuel du Grand Commun. Le cimetière était situé à l'emplacement actuel du petit séminaire et de l'hôtel d'Orléans rue du Vieux-Versailles.
Le nom est mentionné sous la forme latinisée Versalias en 1074 et pourrait être issu du latin versus, versant et du suffixe -alia, « lieu ». Le terme, daté du XIe siècle, aurait désigné à l'origine des terres labourées (retournées).
Un versailles est en effet en vieux français une terre défrichée. Ce mot a pour synonyme habituel essart, que l'on retrouve dans le nom de la commune Les Essarts-le-Roi non loin de Rambouillet. On trouve également ce terme avec une orthographe plus archaïque sous la forme versail. 

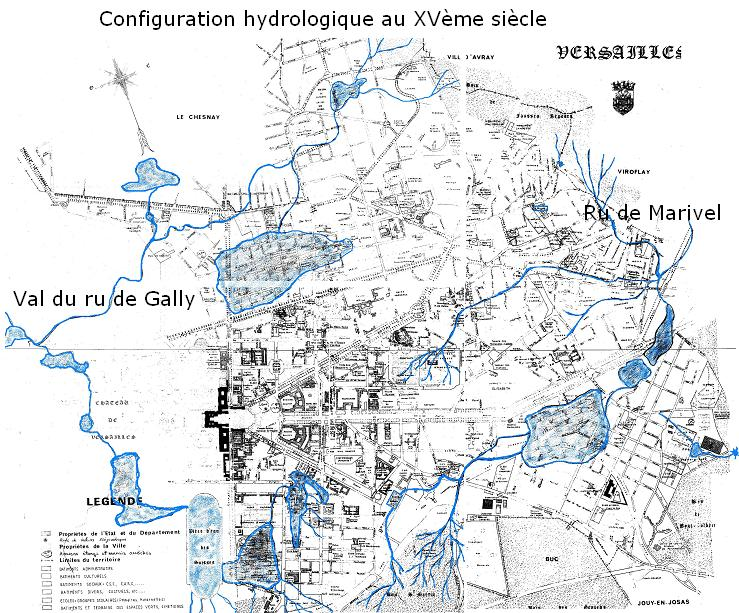
Les Verses Saillantes.

Mais, plus certainement, c'est la plaine aux "verses saillantes". Autrement dit, le lieu des "eaux saillantes" dans cette plaine non cultivée, terrain de chasse du Roi Louis XIII, couverte d'étangs insalubres où sévissait le paludisme (3 000 morts au cours de la construction du château). Tout comme l'origine du verseau, signe de l'eau, l'averse ou le déversoir et comme le village de Versailleux dans la Dombes (Ain) dont l'origine commune atteste de la même configuration hydrologique territoriale.

La première mention attestée de Versailles date de l'an 1038. Un certain Hugues de Versailles "Hugo de versaliis" est cité dans une charte de l'abbaye de Saint-Pair de Chartres. Ce serait le premier seigneur connu de Versailles. Une deuxième allusion apparait en 1065 dans un acte par lequel un certain Geoffroy de Gometz fonda à cette date le prieuré de Bazainville, non loin de Houdan, qu'il donna à l'abbaye de Marmoutier de Tours. Pour assurer des ressources régulières et suffisantes, il lui accorde plusieurs terres et privilèges, avec en particulier « trois prébendes à Versailles dont l'une se trouve in domino ». De ces trois prébendes canoniales, on peut émettre l'hypothèse que celle in domino (dans le domaine) relevait du seigneur de Versailles, les deux autres de l'abbaye tourangelle.
Dans le système féodal de la France médiévale, les seigneurs de Versailles étaient subordonnés directement au roi, sans suzerain intermédiaire. Ils n’étaient pas alors d’un rang très important. À la fin du XIe siècle, le premier village s’était établi auprès d’un manoir médiéval et autour de l’église Saint-Julien. l'église Saint-Julien de Versailles est citée dans une charte de 1084. Son activité agricole et sa position sur la route de Paris à Dreux et à la Normandie en firent un village prospère, surtout à la fin du XIIe siècle connu comme le « siècle de saint Louis », qui fut une période de prospérité dans le nord de la France, marquée par la construction des cathédrales gothiques. 

### Peste
Le XIVe siècle apporta la peste noire et la guerre de Cent Ans, avec leurs cortèges de mort et de destruction. À la fin de la guerre de Cent Ans, au XVe siècle, le village commença à se reconstruire avec une population de seulement 100 habitants.
Au XIIIe siècle, Gilles de Versailles exerce la charge de bailli du roi.

### Petite croissance
En 1561, Martial de Loménie, secrétaire d’État aux finances du roi Charles IX, devint seul seigneur de Versailles. Il obtint l’autorisation d’établir quatre foires annuelles et un marché hebdomadaire le jeudi. La population de Versailles atteignait alors 500 habitants. Martial de Loménie fut assassiné au cours du massacre de la Saint-Barthélemy (24 août 1572) ne laissant que des enfants mineurs.
En 1575, Albert de Gondi, duc de Retz, originaire de Florence arrivé en France avec Catherine de Médicis, acheta la seigneurie de Versailles. Dès lors, Versailles fut la propriété des Gondi, une famille de juristes riches et influents au « Parlement » de Paris. Le petit-fils d’Albert, Henri de Gondi, qui devint cardinal, reçut à plusieurs reprises le roi Henri IV dans son manoir de Versailles. Dans les années 1610, les Gondi invitèrent plusieurs fois le jeune roi Louis XIII à des parties de chasse dans les vastes forêts de Versailles.

## Louis XIII

### Achat d'une forêt à Versailles
En 1622, le roi Louis XIII fit l’acquisition d’une parcelle de forêt à Versailles pour ses chasses privées.
Plus tard, en 1624, il en acheta de nouvelles et chargea son architecte Philibert Le Roy de lui construire, au sommet d’une colline, un pavillon de chasse qui devint son rendez-vous de chasse préféré.
C’est dans ce modeste château qu’eut lieu le 11 novembre 1630 l’événement historique connu sous le nom de « journée des Dupes », au cours duquel le parti de la reine mère fut défait et Richelieu confirmé dans ses fonctions de Premier ministre.
Finalement, en 1632, le roi racheta à Jean-François de Gondi, archevêque de Paris et dernier seigneur de Versailles, la terre et la seigneurie de Versailles dans sa totalité pour 70 000 livres.

Voici un extrait de ce dernier contrat de vente : 

« Le 8 avril 1632, fut présent l’illustrissime et révérendissime Jean-François de Gondi, archevêque de Paris, seigneur de Versailles, reconnoît avoir vendu, cédé et transporté... à Louis XIII, acceptant pour Sa Majesté, messire Charles de L'Aubespine, garde des sceaux et chancelier des ordres du roi, et messire Antoine Rusé, marquis d'Effiat, surintendant des finances, etc., la terre et seigneurie de Versailles, consistant en vieil château en ruine et une ferme de plusieurs édifices ; consistant ladite ferme en terres labourables, en prés, bois, châtaigneraies, étangs et autres dépendances ; haute, moyenne et basse justice... avec l’annexe de la grange Lessart, appartenances et dépendances d’icelle, sans aucune chose excepter, retenir, ni réserver par ledit sieur archevêque, de ce qu’il a possédé audit lieu de Versailles, et pour d’icelle terre et seigneurie de Versailles, et annexe de la grange Lessart, jouir par Sadite Majesté et ses successeurs rois, comme de choses appartenantes. Cette vente, cession et transport faits, aux charges et devoirs féodaux seulement, moyennant la somme de soixante-mille livres tournois, que ledit sieur archevêque reconnoît avoir reçues de Sadite Majesté, par les mains de..., en pièces de seize sous, de laquelle somme il se tient content, en quitte Sadite Majesté et tout autre, etc. »

— Architexture françoise, par Blondel, liv. VII, p. 93[source insuffisante]

### Agrandissements du château
Le château fut agrandi et profondément transformé entre 1632 et 1634, les travaux commencés par Philibert Le Roy seront achevés par Jacques Boyceau. et Jacques de Menours. La façade de briques rouges à chaînage de pierre blanche surmontée d’un toit d’ardoises orné de lucarnes, est typique du style dit « Louis XIII ». À la mort de Louis XIII, en 1643, le village avait 1 000 habitants. Le roi Louis XIV, son fils, avait alors seulement cinq ans.

## Louis XIV

### Installation de la cour et du gouvernement royal
Ce n’est seulement que dix-huit ans plus tard, en 1661, alors qu'il commençait son règne personnel, que le jeune roi s’intéressa à Versailles. L’idée de s’éloigner de Paris, où il avait vécu enfant l’insurrection de la Fronde, ne l’avait jamais quitté. Louis XIV chargea son architecte Le Vau et son architecte paysagiste Le Nôtre de transformer et d’agrandir le château de son père, ainsi que le parc, de manière à pouvoir y recevoir la Cour. En 1678, après le traité de Nimègue, le roi décida d’établir définitivement la Cour et le gouvernement à Versailles, ce qui fut fait le 6 mai 1682. 
Très vite, le petit manoir de campagne se transforma en un prestigieux château et l'on aménagea un grand parc arboré autour. Il devint le symbole du pouvoir absolu. Les fêtes à Versailles qui étaient tellement extravagantes, montrèrent également sa puissance. La galerie des Glaces est achevée en 1684.

### Construction d'une ville alentour
Au même moment, une nouvelle ville sortait du sol, résultat d’un astucieux décret du roi datant du 22 mai 1671, par lequel le roi autorisait quiconque à acquérir gratuitement une parcelle de terrain dans la nouvelle ville. Cette acquisition était soumise à deux conditions : d'une part, une taxe symbolique de cinq sols par arpent de terre devait être payée annuellement ; d'autre part, une maison devait être construite sur la parcelle en respectant les plans et modèles établis par le « surintendant des bâtiments du Roi ». Ces plans prévoyaient une ville construite symétriquement par rapport à l’avenue de Paris (qui commence devant l’entrée du château). Les toits de ces bâtiments ne devaient pas dépasser le niveau de la cour de marbre, située à l’entrée du château (lequel est bâti sur un tertre dominant la ville), de manière à ne pas obstruer la perspective depuis ladite cour ainsi que des fenêtres du château. Le vieux village et l’église Saint-Julien furent détruits pour laisser place à des constructions destinées à accueillir les Grands Communs (services administratifs gérant l’intendance du château). De part et d’autre de l’avenue de Paris furent construits les quartiers Notre-Dame et Saint-Louis, avec églises, marchés, hôtels particuliers, etc, le tout étant bâti dans un style très homogène imposé par le « surintendant des bâtiments du Roi ». Versailles fut en chantier pendant de nombreuses années.
L’approvisionnement en eau de la ville et du château est vite devenu problématique dans un site dépourvu de cours d’eau digne de ce nom. En 1687, la machine de Marly entre en service et permet d’apporter l’eau de la Seine à Versailles.
Peu à peu, vinrent à Versailles tous ceux qui souhaitaient vivre près du pouvoir politique ou qui en avaient l’obligation. À la mort du roi Soleil en 1715, le village de Versailles était devenu une ville d'environ 30 000 habitants.

## Louis XV et Louis XVI

### Abandon de Versailles
Pendant la régence du duc d’Orléans, la Cour abandonne Versailles et se fixe à Paris.

### Retour royal
Quand la Cour du roi Louis XV retourna à Versailles en 1722, la ville avait 24 000 habitants. Au cours du règne de Louis XV, Versailles s’agrandit encore plus. Versailles était la capitale du royaume le plus prospère d’Europe, et toute l’Europe admirait la nouvelle architecture et les nouvelles tendances venant de Versailles. Assez vite, les règles de constructions strictes établies sous Louis XIV ne furent plus respectées, la spéculation immobilière devint florissante, et les lots attribués gratuitement sous Louis XIV se négociaient désormais à des prix élevés. En 1744, la population de la ville s’élevait à 37 000 habitants.
La ville changea considérablement sous les rois Louis XV et Louis XVI. Les constructions étaient désormais plus hautes. Le roi Louis XV fit construire les ministères de la Guerre, des Affaires étrangères (où fut signé en 1783 le traité de Paris (1783) mettant fin à la guerre d'indépendance des États-Unis) et de la Marine. En 1789, la population avait atteint 50 000 habitants, et Versailles était désormais la troisième ou quatrième ville de France et l’une des plus grandes villes d’Europe.
Le 19 septembre 1783, les frères Montgolfier font s'élever un ballon à air chaud devant le roi Louis XVI et la foule rassemblée sur la place d'Armes devant le château de Versailles. Le ballon dont la nacelle en osier transporte un mouton, un coq et un canard, réalise un périple de 3,5 kilomètres.

## Révolution française

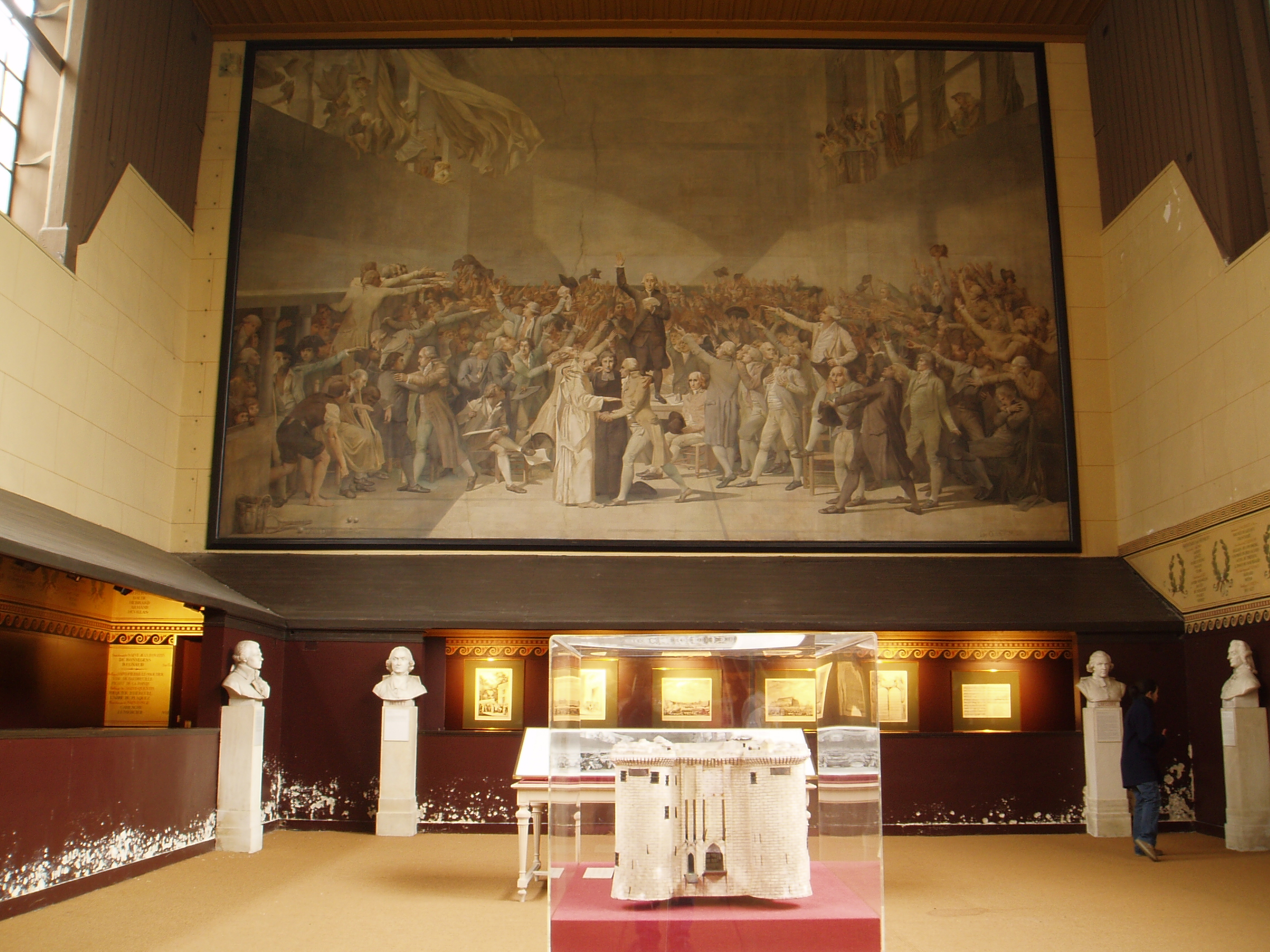
Salle du Jeu de paume.

Siège du pouvoir politique, Versailles devint naturellement le berceau de la Révolution française. Les  États généraux se réunirent à Versailles le 5 mai 1789. Les membres du tiers état occupèrent la salle du jeu de paume le 20 juin 1789, et l’Assemblée constituante abolit le féodalisme le 4 août 1789. 
Finalement, les 5 et 6 octobre 1789, une horde venue de Paris envahit le château et força la famille royale à revenir à Paris. Peu après, l’Assemblée constituante suivit le roi à Paris et ce fut la fin du rôle de capitale de Versailles.

Versailles fut rebaptisée par les révolutionnaires « Berceau de la Liberté ».
Le château, dépouillé de ses meubles et de ses ornements pendant la Révolution, fut laissé à l’abandon.

## Chef-lieu de Seine-et-Oise
Versailles devient en 1790 chef-lieu du département nouvellement créé de Seine-et-Oise.

### Court passage de Napoléon
Napoléon séjourna brièvement au château, n’y passant qu’une seule nuit, avant d’abandonner Versailles pour de bon.

### Déclin de la ville
Versailles perdit alors une bonne partie de ses habitants. De 50 000, la population descendit à 28 000 habitants en 1824.

## XIXesiècle

### Occupation
Le 31 mars 1814, l'armée prussienne occupe la ville.
Le 1er juillet 1815,  la cavalerie du général Exelmans rencontra à Vélizy une avant-garde prussienne composée de 2 régiments de hussards qui furent culbutés. Les Prussiens en déroute s'enfuirent par Versailles et traversant la ville, au galop, par le boulevard du Roi, la rue des Réservoirs, la place d'Armes, l'avenue de Paris, la rue des Chantiers, en cherchant à gagner Saint-Germain-en-Laye, assaillis par la cavalerie française secondés par les gardes nationaux locaux agissant en tirailleurs à la Porte Saint-Antoine, ils tombent dans une embuscade à Rocquencourt. Le lendemain, 2 juillet, Blücher occupa militairement Versailles, ordonna aux habitants de livrer toutes leurs armes et, quand nul ne fut plus en état de se défendre, ou de se venger, il ordonna le pillage. Un grand nombre de maisons furent ravagées et de la manufacture d'armes il ne resta que les murs. Les villages de Rocquencourt, du Chesnay et de Vélizy subirent le même sort.

Ils restèrent dans Versailles jusqu'au 12 octobre 1815 date à laquelle ils furent remplacés par les Anglais qui partirent définitivement le 12 décembre de la même année.

### Transformation du château par le roi en musée national
Le roi Louis-Philippe sauva le château de la ruine totale en le transformant, en 1837, en « musée national » dédié « à toutes les gloires de la France » comme en témoignent les inscriptions sur les frontons des deux bâtiments de part et d'autre de la cour d'honneur. Versailles était devenue une sorte de Belle au bois dormant. C’était un lieu de pèlerinage pour les nostalgiques de la monarchie.

### Seconde occupation

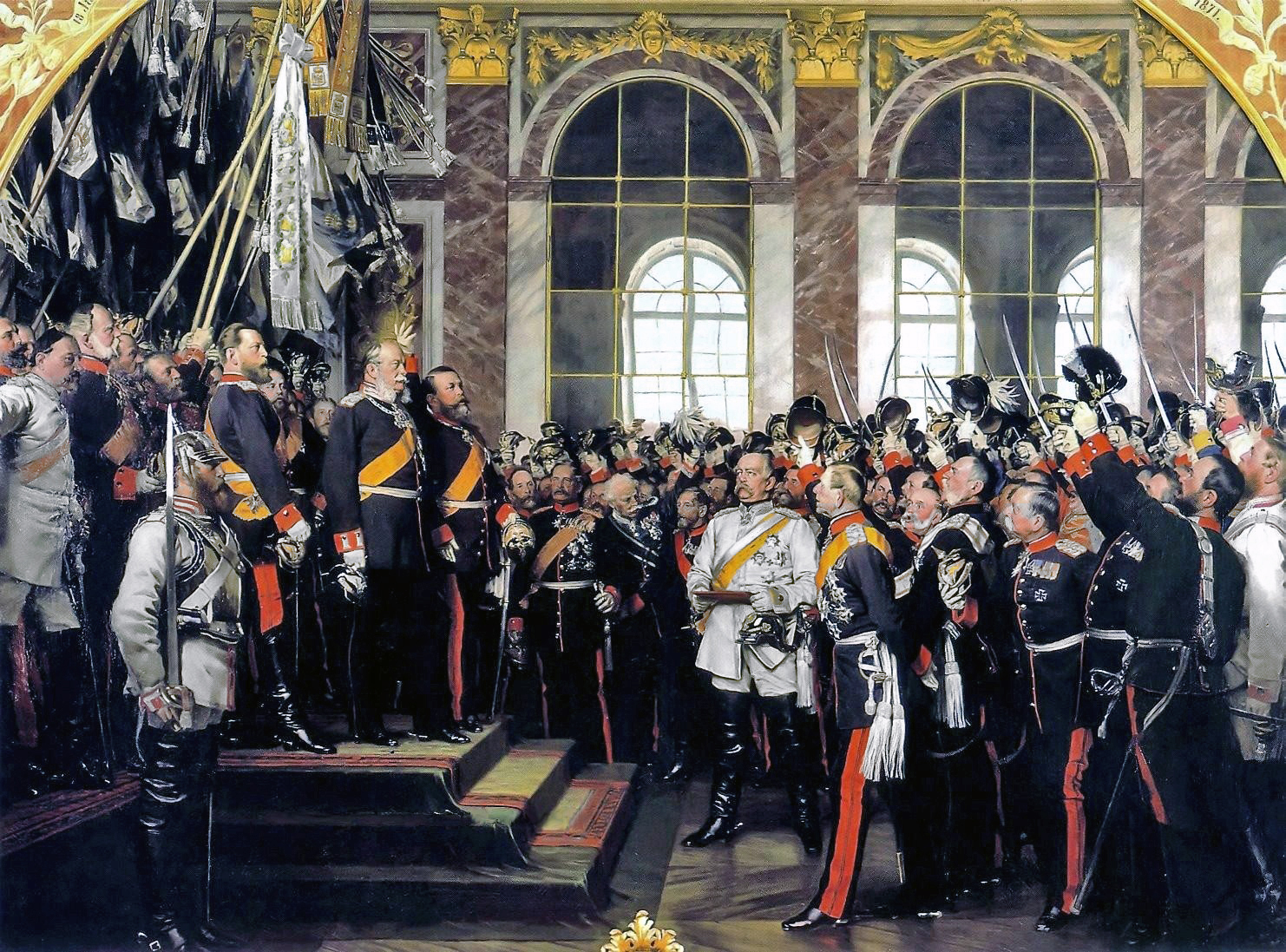
Proclamation de Guillaume Ier de Prusse, empereur allemand, le 18 janvier 1871 dans la galerie des Glaces du château.

La guerre franco-prussienne de 1870 met à nouveau Versailles en vedette. La ville est occupée par les Prussiens qui y établissent leur quartier général du 18 septembre 1870 au 12 mars 1871. Le 18 janvier 1871, les Allemands victorieux proclamèrent le roi de Prusse,  Guillaume Ier, empereur d’Allemagne dans le sein même de la galerie des Glaces du château, comme une sorte de revanche sur les conquêtes de Louis XIV, deux siècles plus tôt.
Puis en mars de la même année, à la suite de l’insurrection de la Commune de Paris, le gouvernement français dirigé par Thiers se réfugia à Versailles, d’où fut dirigée la répression militaire de l’insurrection. Le gouvernement et le parlement restèrent à Versailles après la fin de l’insurrection, et l'on pensa même un certain temps que la capitale de la France serait définitivement transférée à Versailles de manière à éviter, à l’avenir, le climat révolutionnaire de Paris. 

### Restauration monarchie
La restauration de la monarchie fut même presque réalisée en 1873. Versailles était à nouveau le centre politique de la France, pleine de bourdonnements et de rumeurs. Finalement, lorsque l’aile gauche républicaine gagna élection sur élection, les partisans de la restauration de la monarchie furent défaits et la nouvelle majorité décida en novembre 1879 de faire rentrer le gouvernement à Paris. 

#### Courte présence du parlement
Après cela, Versailles ne joua plus jamais le rôle de capitale de la France, mais, de la présence du Parlement dans les années 1870, il reste un vaste hémicycle construit dans une aile du Palais, encore utilisé quand le Parlement français se réunit en Congrès pour amender la Constitution.
En 1873, le procès du maréchal Bazaine devant le conseil de guerre se tint dans la galerie du Grand Trianon.
Le 16 décembre 1873, eut lieu la fondation de l'École nationale supérieure d'horticulture installée dans le Potager du roi.

### Fondation des Tramways de Versailles
1876 voit la fondation de la compagnie des Tramways de Versailles avec la mise en service du tramway à traction hippomobile. Le réseau sera électrifié par la suite, en 1895.
Le 14 octobre 1897, sur le terrain militaire de Satory à Versailles Clément Ader arrache son Éole III  du sol sur une distance de 300 mètres.

## XXesiècle

### Recroissance de la ville
Il fallut attendre 1901 pour que Versailles retrouve son niveau de population de 1790, avec 54 982 habitants au recensement de 1901.

### Traité d'armistice
En 1919, à la fin de la Première Guerre mondiale, Versailles fut à nouveau en vedette lorsque les différents traités mettant fin à la guerre furent négociés et signés dans le château lui-même ou au Grand Trianon ; notamment, le 28 juin 1919, eut lieu la signature du Traité de Versailles dans la galerie des Glaces du château.

### Absorption dans l’agglomération de Paris
Après 1919, avec la croissance continuelle de la banlieue de Paris, Versailles connut une forte croissance économique et démographique et la ville se trouva englobée dans l’agglomération parisienne. Le rôle de Versailles comme centre administratif et judiciaire s’est renforcé dans les années 1960 et 1970 et la ville est devenue le principal centre de la banlieue ouest de Paris.
En 1932, eut lieu l'inauguration de la gare des Chantiers par Raoul Dautry.

### Troisième occupation
Pendant la Seconde Guerre mondiale, Versailles est occupée par les troupes allemandes du 14 juin 1940 au 24 août 1944, date de l'entrée des premiers blindés de la 2e DB du général Leclerc. Elle subit, notamment en février et juin 1944, d'importants bombardements visant la gare des Chantiers et le camp de Satory et qui firent plus de 300 victimes.
Le 27 août 1941, au cours d'une cérémonie dans la caserne Borgnis-Desbordes le jeune Paul Collette tenta d'abattre Pierre Laval et Marcel Déat en tirant cinq balles de revolver. Cet événement n’eut pas de conséquences politiques.

### Fermeture du tramway
Le 3 mars 1957, le réseau des Tramways de Versailles fut fermé et remplacé par des autobus.

### Chef-lieu des Yvelines
Le 25 février 1965, un décret fixa à Versailles le chef-lieu du nouveau département des Yvelines, créé officiellement le 1er janvier 1968 en application de la loi n° 64-707 du 10 juillet 1964 portant réorganisation de la région parisienne.
Le centre de la ville garde une atmosphère bourgeoise, tandis que les faubourgs, plutôt de classe moyenne, se sont développés autour des gares et à la périphérie de la ville. Versailles est une banlieue "chic" de Paris bien reliée au centre de la capitale par plusieurs lignes de chemin de fer. La ville est toutefois très compartimentée, marquée par la place centrale occupée par le château royal, divisée par de grandes avenues héritées de la monarchie, découpant des quartiers pouvant donner l’impression de plusieurs petites villes s’ignorant les unes les autres. Versailles n’a jamais été une ville industrielle, même si on y trouve quelques activités chimiques et agro-alimentaires.

Versailles accueille surtout des activités de services : administrations publiques, tourisme, affaires, congrès et festivals.

### Tempête de 1999
La grande tempête du 26 décembre 1999 ravagea les plantations du parc ; cependant, cette catastrophe permit la mise en place d'un important programme de replantation des arbres provenant des essences originelles dans leurs alignements d'époque.

### Filmographie
- Versailles, le rêve d'un roi,de Thierry Binisti (film).